# Heart Attack (sång)
Heart Attack är en sång av den amerikanska sångeren Demi Lovato från hens fjärde studioalbum Demi. Sången släpptes den 24 februari 2013 som den ledande singeln från albumet. Sången skrevs av Mitch Allan, Jason Evigan, Sean Douglas, Nikki Williams, Aaron Phillips och Lovato och producerades av Allan och Evigan. "Heart Attack" är en electropopsång som använder heart attack (hjärtattack) som en metafor för kärlekssjuka. Singeln debuterade som #12 på Billboard Hot 100 efter att ha sålt över 215 000 kopior.

## Bakgrund
Heart Attack skrevs av Mitch Allan, Jason Evigan, Sean Douglas, Nikki Williams, Aaron Phillips och Demi Lovato. Allan och Evigan producerade sången. Williams sa att sången skrevs två år innan släppet. Hen förklarade: "Vid den tiden gick jag igenom ett jobbigt förhållande, och jag var bara så deprimerad, så när jag skulle ha en session tänkte jag, "Vet du vad? Jag ska ösa ur mig alla dessa känslor och lätta mitt hjärta." Sången var först tänkt för Williams, men hens skivbolag avvisade den; Pia Toscano uttryckte intresse för sången, men det blev aldrig av. När Lovato hörde sången spelade hen in den innan hen ändrade texten.

## Musikvideo
En video med sångens ljud, uppladdad på Demi Lovatos officiella VEVO-kanal den 25 februari, drog in cirka två miljoner tittare. Den 1 mars släpptes en textvideo som samlade ihop över en halv miljon tittare vid släppet.
Den officiella musikvideon filmades den 13 mars 2013 och hade premiär på amerikanska tv-kanalen E! den 9 april 2013.

## Liveframträdanden
Lovato framförde "Heart Attack" för första gången i Orlando, Florida den 2 mars 2013.
Demi har även framfört sången live i flera talkshows, inkluderande Ellen DeGeneres Show, Good Morning America och Jimmy Kimmel Live!.

## Låtlista
Digitalnedladdning
1. "Heart Attack" - 3:32

Andra versioner
- "Heart Attack" (Manhattan Clique Club Mix) - 5:10
- "Heart Attack" (Manhattan Clique Dub) - 4:40
- "Heart Attack" (Manhattan Clique Radio Edit) - 5:10
- "Heart Attack" (The Alias Club Mix) - 5:17
- "Heart Attack" (The Alias Radio Edit) - 3:10
- "Heart Attack" (White Sea Remix) - 3:43
- "Heart Attack" (Deejay Theory Remix) - 4:40
- "Heart Attack" (Belanger Remix) - 4:06
- "Heart Attack" (White Sea Acapella Remix) - 3:40

## Topplistor
| Lista (2013)                             | Topplacering |
| ---------------------------------------- | ------------ |
| Australien (ARIA Charts)                 | 41           |
| Belgien (Flandern)                       | 27           |
| Belgien (Vallonien)                      | 13           |
| Danmark (Tracklisten)                    | 25           |
| Frankrike (SNEP)                         | 69           |
| Grekland (Billboard Digital Songs)       | 9            |
| Irland (IRMA)                            | 3            |
| Kanada (Canadian Hot 100)                | 7            |
| Nederländerna (Nederlandse Top 40)       | 31           |
| Norge (VG-lista)                         | 17           |
| Nya Zeeland (RIANZ)                      | 9            |
| Schweiz (Swiss Music Charts)             | 73           |
| Skottland (Official Charts Company)      | 3            |
| Slovakien (IFPI)                         | 48           |
| Spanien (PROMUSICAE)                     | 34           |
| Sydkorea (Gaon Chart)                    | 34           |
| Sverige (Sverigetopplistan)              | 52           |
| Storbritannien (Official Charts Company) | 3            |
| Tjeckien (IFPI)                          | 50           |
| USA (Adult Top 40)                       | 13           |
| USA (Billboard Hot 100)                  | 10           |
| USA (Hot Dance Club Songs)               | 17           |
| USA (Pop Songs)                          | 4            |